# Michio Ashikaga
Michio Ashikaga (足利 道夫, Ashikaga Michio, Akita, 22 mei 1950) is een Japans voormalig voetballer die als middenvelder speelde.

## Clubcarrière
In 1966 ging Ashikaga naar de Akita Commercial High School, waar hij in het schoolteam voetbalde. Nadat hij in 1969 afstudeerde, ging Ashikaga spelen voor Mitsubishi Motors. Met deze club werd hij in 1969, 1973 en 1978 kampioen van Japan. Ashikaga veroverde er in 1971, 1973 en 1978 de Beker van de keizer in 1978 de JSL Cup. In 10 jaar speelde hij er 132 competitiewedstrijden en scoorde 36 goals. Ashikaga beëindigde zijn spelersloopbaan in 1978.

## Japans voetbalelftal
Michio Ashikaga debuteerde in 1971 in het Japans nationaal elftal en speelde 7 interlands.

## Statistieken
| Japans voetbalelftal | Japans voetbalelftal | Japans voetbalelftal |
| Jaar                 | Wed.                 | Dlp.                 |
| -------------------- | -------------------- | -------------------- |
| 1971                 | 1                    | 0                    |
| 1972                 | 3                    | 0                    |
| 1973                 | 2                    | 0                    |
| 1974                 | 0                    | 0                    |
| 1975                 | 1                    | 0                    |
| Totaal               | 7                    | 0                    |